# Lilium leucanthum
Lilium leucanthum (chinesisch 宜昌百合, Pinyin Yíchāng bǎihé) ist eine Art aus der Gattung der Lilien (Lilium) in der Trompetenlilien-Sektion innerhalb der Familie der Liliengewächse (Liliaceae).

Lilium leucanthum var. centifolium

## Beschreibung
Lilium leucanthum erreicht eine Wuchshöhe von 60 cm bis 150 cm. Der Stängel ist papillös. Die Laubblätter sind lanzettförmig, 8 bis 17 cm lang und 6 bis 10 mm breit. Sie sind frei um den Stängel verteilt.
Die Pflanze blüht von Juni bis Dezember mit einer oder bis zu vier duftenden, trichterförmigen Blüte, in Kultur auch mit bis zu 18 Blüten. Diese sind horizontal in einer pyramidenförmigen Rispe angeordnet. Die zwittrigen Blüten sind dreizählig. Die sechs Blütenhüllblätter sind 12–15 cm lang und 12–18 mm breit. Es sind drei spatelförmige Kron- und drei lanzettförmige Kelchblätter, die sich aber sonst sehr ähnlich sehen. Die Grundfarbe der Blüten ist reinweiß, die Außenseite ist aber entlang des Mittelnervs grünlich, bei Lilium leucanthum var. centifolium purpurn bis bräunlich überlaufen. Jede Blüte enthält drei Fruchtblätter und sechs Staubblätter. Die Antheren sind dunkel schokoladenbraun, die Pollen sind ziegelrot, die Filamente sind sehr (10 bis 22 cm) lang und dicht flaumig behaart. Die Nektarien sind nicht papillös. Die Samen reifen in ovalen 4,5 cm bis 5 cm langen Samenkapseln heran.
Die Zwiebeln sind klein, rundlich und erreichen einen Durchmesser von etwa 4 cm, sie sind mit gelblichen lanzettförmigen Schuppen überzogen, die an der Luft nach purpurn nachdunkeln.

## Verbreitung
Lilium leucanthum gedeiht auf Wiesen in der Nähe von Flüssen in Höhenlagen zwischen 400 und 2500 m NN, sie ist in der Volksrepublik China in den Provinzen Hubei und Sichuan, sowie im Süden von Gansu verbreitet.

## Taxonomie und Systematik
Lilium leucanthum wurde 1894 von John Gilbert Baker als Varietät Lilium brownii var. leucanthum Baker in The Gardeners' Chronicle, Serie 3, Band 16, Seite 180 erstbeschrieben. Die Varietät wurde von Baker 1901 in Journal of the Royal Horticultural Society Band 26 Seite 337 zur Art Lilium leucanthum (Baker) Baker erhoben.
Es gibt zwei Varietäten:
- Lilium leucanthum var. leucanthum
- Lilium leucanthum var. centifolium (Stapf ex Elwes) Woodcock & Coutts: Blüten entlang des Mittelnervs purpurn bis bräunlich überlaufen.

## Nachweise
- Flora Of China, Vol. 24, S. 148, Online